# Dorylaimoides longicaudatus
Dorylaimoides longicaudatus är en rundmaskart. Dorylaimoides longicaudatus ingår i släktet Dorylaimoides och familjen Leptonchidae. Inga underarter finns listade i Catalogue of Life.